# José Milton Barbosa
José Milton Barbosa (Bonito , 22 de outubro de 1939 — São Paulo , 5 de dezembro de 1971) foi um estudante universitário, militar brasileiro, comunista e integrante da luta armada contra a ditadura militar no Brasil (1964-1985). 
Dirigente da Ação Libertadora Nacional, participou do sequestro do embaixador alemão Ehrenfried von Holleben e da execução do industrial Henning Albert Boilesen, sendo uma das pessoas mais procuradas no Brasil, no momento de sua prisão e morte.
É um dos casos investigados pela Comissão da Verdade, que apura mortes e desaparecimentos na ditadura militar brasileira.

## Biografia
José Milton nasceu em 22 de outubro de 1939, em Bonito (PE). Filho de Maria das Dores Paula, foi um militante da Ação Libertadora Nacional(ALN) .Formado pela  formado pela Escola de Sargentos das Armas, foi sargento  radiotelegrafista do Exercito brasileiro ,onde servia como especialista em radiocomunicações.Após o golpe de 1964 teve seus status como militar caçado, devido a sua posição politica. Em 1967 ingressou no curso de Economia da antiga Universidade do Estado da Guanabara (UEG), atual Universidade do Estado do Rio de Janeiro (UERJ). Cursou até o 3° ano. No inicio de 1969  largou a universidade e o atuou trabalho na Superintendência Nacional do Abastecimento (Sunab).Devido a suas atividades  politicas, passou a viver na clandestinidade, foi militante no  PCB (Partido Comunista Brasileiro), do PCBR (Partido Comunista Brasileiro Revolucionário), do MR-8 (Movimento Revolucionário 8 de Outubro) , por fim, se  tornou dirigente regional ALN, participou no comandando de inúmeras ações. José Milton Barbosa utilizou-se também de pseudônimos, os mais conhecidos sendo " Cláudio" ou "Castro".
Após o sequestro do embaixador alemão Ehrenfried von Holleben no Brasil,  em  junho 1970 realizado pela Ação Libertadora Nacional, José foi acusado junto a  quarenta  presos políticos foram banidos em troca do diplomata, e, também, de ter participado da execução do então presidente da Ultragás e diretor da FIESP, Albert Henning Boilesen, fundador e financiador da Oban (Operação Bandeirante), em 15 de abril de 1970.  Foi morto em 5 de dezembro de 1971, em São Paulo.
Segundo o relatório da comissão nacional da verdade quando  José Milton e Linda Tayah foram presos Linda estava grávida. O registro mostra  que o filho, que José Milton não chegou a conhecer, foi batizado com seu nome. O filho permaneceu com o registro apenas em nome da mãe, pois ela temia represálias da repressão. Além disso, havia dificuldades práticas para o registro, já que o pai morreu antes mesmo do nascimento do filho.

## Morte
José Milton Barbosa foi morto, no dia 5 de dezembro de 1971, em São Paulo, quando estava sob domínio de agentes do Estado. De acordo com informações apuradas pelo jornalista brasileiro Luiz Maklouf Carvalho em seu livro "mulheres que foram à luta armada", de 1998, vencedor do Prêmio Jabuti de Jornalismo de 1999, descrito no capítulo 49 "Linda perde Zé Milton", é narrado pela guerrilheira da Aliança Nacional Libertadora, Linda Tayah o evento que culminou na morte de seu companheiro e em sua prisão. Após o incidente de Lídia Guerlenda, outra militante da ALN em que o teste de granadas caseira deixa-a gravemente ferida, José Milton, Linda e Gelson Reicher organizam-se para sequestrar um médico que possa socorrer a companheira ferida. De acordo com depoimentos feitos por PMs que participaram do cerco, os eventos se sucedem da seguinte maneira:
"No dia 5 de dezembro, os três circulam num fusca cheio de armas pela avenida Sumaré. Percebem com alguma antecedência que logo à frente se desenrola uma ostensiva Operação Arrastão da Polícia Militar. Param o carro, pegam as armas e, tentando disfarçar, entram no portão do sobrado 3240 - como se morassem lá ou estivesse chegando. Assustada com as armas, uma garota no andar de cima faz sinal para os policiais, que vão ver o que está acontecendo. Há um primeiro tiroteio - mas os três conseguem escapar pelo muro dos fundos.
Linda tem um .38. Gelson outro. Zé Milton um INA. Perseguidos, chegam à rua Veríssimo da Glória. Gelson se esconde na residência de número 62. Linda e Zé fazem refém, no meio da vida, o soldado Valdomiro Trombeta. Obrigam-no a parar um Galaxie, fazem os ocupantes descerem e prostrarem no chão. Linda toma o volante, .38 em punho. Zé Milton, INA engatilhada, coage o soldado a entrar com ele no banco da frente. Valdomiro reluta. Percebe, no meio do rebuliço, que muitos outros PMs estão chegando. Grita para não atirarem: "Os terroristas vão me matar". Num segundo de descuido a INA de Zé Milton aproxima-se muito da cintura de Valdomiro - que tenta tomá-la. Os dois brigam, Linda acerta a mão esquerda do soldado, os outros PMs atiram no casal, Linda acerta um tiro na coxa direita do soldado Alcides Rodrigues de Souza. Linda é baleada. Zé Milton está morto. Gelson consegue fugir."
Linda Tayah tem reparos a fazer à história.  
"Eu não atirei. O Zé estava tentando fazer o policial entrar no carro - e de repente ouvimos tiros, eles chegando pra cima de nós. A INA do Zé falhou. Ele tirou a pistola. Me acertaram um tiro. Quando eu olhei o Zé estava debruçado no volante, com os olhos entreabertos. Desmaiei, voltei a mim, peguei um cigarro na japona e ele saiu todo manchado de sangue. Lembro que me enfiaram numa C-14, cheia de sangue, e me levaram direto pra Oban."
As circunstâncias de sua morte não foram completamente esclarecidas e ainda necessitam de investigação. Antes da Comissão Especial sobre Mortos e Desaparecidos Políticos (CEMDP) analisar o caso, a única informação que constava no Dossiê dos Mortos e Desaparecidos Políticos,  era que José Milton fora morto em um tiroteio no bairro Sumaré, zona oeste da cidade de São Paulo, ao lado do Cemitério do Araçá. Foi enterrado como indigente no bairro de Perus, também na zona oeste de São Paulo, com o nome falso de Hélio José da Silva, mas seu corpo ainda não foi exumado para a necrópsia.
Após a análise do caso, pela CEMDP, foram averiguadas evidências de que José Milton não morrera no alegado tiroteio, pois havia diferença de cinco horas entre a sua morte e a entrada no IML, além de contradições detectadas na análise das fotos do corpo e do laudo necroscópico. 
Consta que José Milton estava com sua companheira, Linda Tayah de Melo, quando foi morto no suposto tiroteio. Linda Tayah foi presa e teve um filho de José Milton, o qual recebeu o mesmo nome do pai, José Milton Filho.[carece de fontes?]

## Comissão da Verdade
Segundo o relatório divulgado pela comissão nacional da verdade em dezembro de 2014 José Milton Barbosa teria sido morto ou teria desaparecido  DOI-CODI do II Exército, rua Tomás Carvalhal, 1.030, fundos da 36 a Delegacia de Polícia, São Paulo, SP. O relatório também mostra a utilização de um nome falso na certidão de óbito, nesta José têm o nome de  Hélio José da Silva.
"[...] José Milton aparece com o nome Hélio José da Silva, sendo enterrado no Cemitério Dom Bosco, no bairro de Perus, com essa identidade. Como demonstram alguns documentos do DOPS/SP, como o Ofício no 353/72 assinado pelo delegado Emiliano Leopoldo Cardoso de Mello, os agentes de segurança conheciam até mesmo as suas impressões digitais, como se pode perceber em exame anexado ao laudo do IML. Este documento contém o nome real de José Milton. Além disso, a Requisição de Exame para o IML, apresentada pelo DOPS/SP, foi registrada com nome falso e contém um “T” grafado à mão, que indica “terrorista”, como eram chamados os militantes opositores ao regime. O corpo de José Milton segue desaparecido. Em audiência pública, promovida pela Comissão Estadual da Verdade Rubens Paiva, em 20 de março de 2014, Suzana Lisbôa relatou que Linda Tayah não reivindicou o corpo, pois ela e José Milton nunca foram formalmente casados, o que a fez pensar que não tivesse esse direito[...]".